# Eublemma constricta
Eublemma constricta is een vlinder van de familie van de spinneruilen (Erebidae). De wetenschappelijke naam van deze soort is voor het eerst voorgesteld door Michael Seizmair in een publicatie uit 2022.
De soort komt voor in Saudi-Arabië.